# 泰普 (車臣)
泰普，或稱泰帕，意譯為氏族。是車臣人之社會制度、社會階層、不成文行事準則，是車臣人獨有的文化，類近普什圖人的普什圖瓦里。核心價值觀為公平客觀、厚賞嚴罰、絕對紀律。

## 社會架構
1. 畢涅（Личный）：個人
2. 多扎爾（Доьзал）：一個家庭，由多扎組成
3. 涅克（Нах）：一個家族，由多扎爾組成
4. 加爾（Тар）：一個具共同祖先之家族集團，由涅克組成。
5. 歐（Ац）：一個家族聯盟，由沒有共同血緣之涅克組成。
6. 泰普（Тайп）：又稱泰帕，指氏族，由加爾和歐組成，為車臣社會中具基本行政軍事功能之架構。
7. 圖庫姆（Тукхум）：指部落會議，由泰普組成，屬於行政區劃和氏族聯盟。
8. 莫赫（Мохк）：又稱汗，指全體車臣人。由九個圖庫姆組成，為車臣人的國家。

## 泰普規條
1. 泰普中的每個層級都必須統一團結。
2. 確保每個泰普和個人對土地之使用權。
3. 應行使選舉所在泰普圖庫姆代表之權利。
4. 應行使選舉泰普頭目之權利。
5. 應行使選舉巴扎齊(勇士領袖)之權利，並在戰爭和訓練中絕對服從於他。
6. 應行使選舉本泰普合資格的長老加入長老大會之權利。
7. 長老大會為代議民主，為泰普各成員服務。
8. 長老大會應行使其審判、獎賞和處罰之權利。
9. 所有泰普成員應定期出席長老大會。
10. 長老大會所有長老權力都是平等的。
11. 長老大會應選出一位長老領袖，定期發表公告、召開大會，但其權利不高於其他長老。
12. 長老任期至死方休，長老解職可由本人主動辭職或長老大會其他成員解職。
13. 頭目任期至死方休，但可經由長老大會解職。
14. 巴扎齊任期僅五年，可經由頭目和長老大會解職。
15. 泰普成員不擁有廢除頭目和巴扎齊之權利，但可集體提請長老大會通過。
16. 每位長老皆可協調用地、水源、牲畜等有關利益爭議。
17. 頭目可以任命行政人員和組織巴扎齊和巴扎伊作戰，以及指揮建設和舉辦活動。
18. 巴扎齊僅享有在姓名前添加稱號之榮譽，平常並不具有任何權利。
19. 泰普中任何職位都禁止世襲。
20. 任何男性都擁有被選舉之權利。
21. 婦女不具有選舉和被選舉為長老和頭目之權利，但具有對長老和頭目的發言權。
22. 婦女應行使選舉巴扎伊(女性勇士領袖)之權利，並在戰爭和訓練中絕對服從於她。
23. 婦女的權利由其男性親屬或擁有者決定和在泰普中行使。
24. 婦女未出嫁前必須聽從父親指示，出嫁後丈夫的指示。
25. 婦女對家中兒女和奴隸有決定權。
26. 男性對家中一切事務有最終決定權。
27. 男性可以一夫多妻。
28. 女性禁止一妻多夫。
29. 女性奴隸倘若為男性生下兒女，那她即成為泰普成員，並成為男性之妻。
30. 男性奴隸倘若令女性生下兒女，而該女子男性親屬或擁有者接納該孩子從母姓，那父子將一同成為泰普成員。不接納則殺嬰，將其溺死，父親將受石刑。
31. 每個泰普成員都有權令外人加入泰普。
32. 長老大會和頭目都有權放逐泰普成員。
33. 被放逐之泰普成員禁止再加入泰普。
34. 已故泰普成員之遺產轉入泰普公有，由長老大會管理。
35. 在泰普成員遭受未經許可的侮辱或殺害時，應集體復仇。
36. 禁止異族通婚。成員若決定嫁娶非車臣人，無條件下被逐出泰普。
37. 泰普成員間的以物易物必須在一位公証人監督下進行，倘若交易後雙方對此不滿，公証人要負責協調和賠償等事。
38. 倘若交易涉及金錢，則以成員所需要的貨幣為主，該成員可決定是否以貨幣交易，不可反悔。
39. 倘若泰普成員間的交易涉及詐騙，則被害之成員向長老提請審判，由長老裁決。
40. 每位泰普成員在交易前，需要對交易細節和內容有所了解。交易成交後，只要對方確實提供了金錢、貨品或服務。即使遭受損失或利潤微薄，亦不可反悔。
41. 每個泰普擁有從祖先承繼而來的獨特名字。
42. 每個泰普擁有固定的領土和傳統的山。
43. 每個泰普都擁有納卡什（俄语：Вайнахская башенная архитектура）(作為祭壇，紀念物和哨站之建築)。
44. 每個泰普都有一種共同的信仰。
45. 每個泰普都有對祖先的紀念方式。
46. 每個泰普都有獨有的墓地。
47. 每個泰普都有特別的款待方式。

- 由於車臣人直至19世紀亦無統一文字，因此規條幾百年內均需依靠背誦傳承。

## 泰普結構

### 長老大會
由泰普成員一同選出長老擔任，沒有限制年齡，但必須比大部分成員年長。因高加索戰爭之故，車臣人大量被屠殺，長老出現年輕化現象，哈吉‧穆拉德僅34歲便成為長老。長老人數不限，但一般不超過泰普男性人口的百分之一，任期至死方休。長老大會具有立法、審判、賞罰之權利，是泰普中最高機構。

### 頭目
由泰普成員在眾長老中選出，年齡必須至少三十五歲以上，任期至死方休。為泰普之領導者、最高軍事指揮官，可任命行政人員和編組泰普軍隊。具有動員和行政之權利。在不違反規條和在長老大會授與之職權範圍內的情況下，其權力不受限制。

### 勇士
勇士階層為車臣社會的戰鬥人員，指揮者以性別被稱為巴扎齊和巴扎伊，由男性領導男性，女性領導女性，年齡由十四歲起至六十歲止。泰普社會中每個成年人都是士兵，男女都需要從小受軍事訓練，每個士兵屬於他們的家庭，家庭屬於家族，家族屬於氏族，如此類推。每個階段均有一位巴扎齊或巴扎伊，通常由武術最佳者擔任，並負責訓練所屬士兵。戰爭開始時，上戰場者多為男性，女性通常擔任據點和村鎮的防禦。巴扎齊和巴扎伊僅享有在姓名前添加稱號之榮譽，平常並不具有任何權利。

### 泰普成員
泰普中重視人人平等，因此全泰普除長老和頭目享有較多權利外，幾乎人人權利平等。每位泰普成員均享有選舉權與被選舉權，但亦需要負上為泰普作戰的責任，平日需定期受訓。男性之地位比女性稍高，但女性不需服從男性，且享有話語權，且不用像傳統穆斯林女性穿戴尼卡布和波卡，平日男女都需要投入生產活動，戰時女性取代男性成為勞動主力。

### 奴隸
車臣人有時候會購買或捕捉別的山地人為奴隸，在進行耕種和建設時提供勞動力。但是車臣人並不具有私人奴隸，而是由長老大會統一分配。因此車臣人的奴隸在眾多山民奴隸中待遇比較良好，車臣人並不會生理上虐待奴隸，也不會任意殺害奴隸，只會對奴隸岐視和剝削。並劃出隔離區以作奴隸住地。奴隸與奴隸的後代仍為奴隸，但是假如與車臣人生育後代，則有機會成為泰普成員。